# Burgstall Gleiritsch

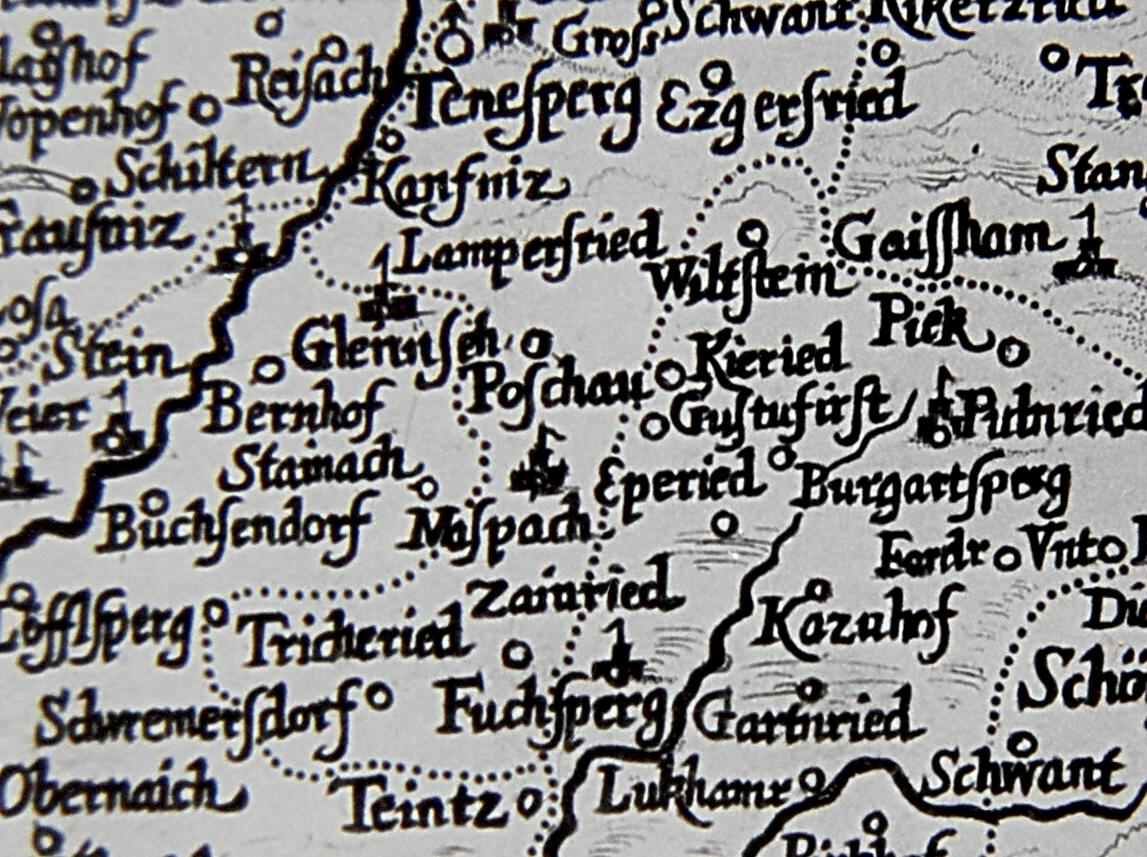
Karte Bayern (Ausschnitt, 1663)

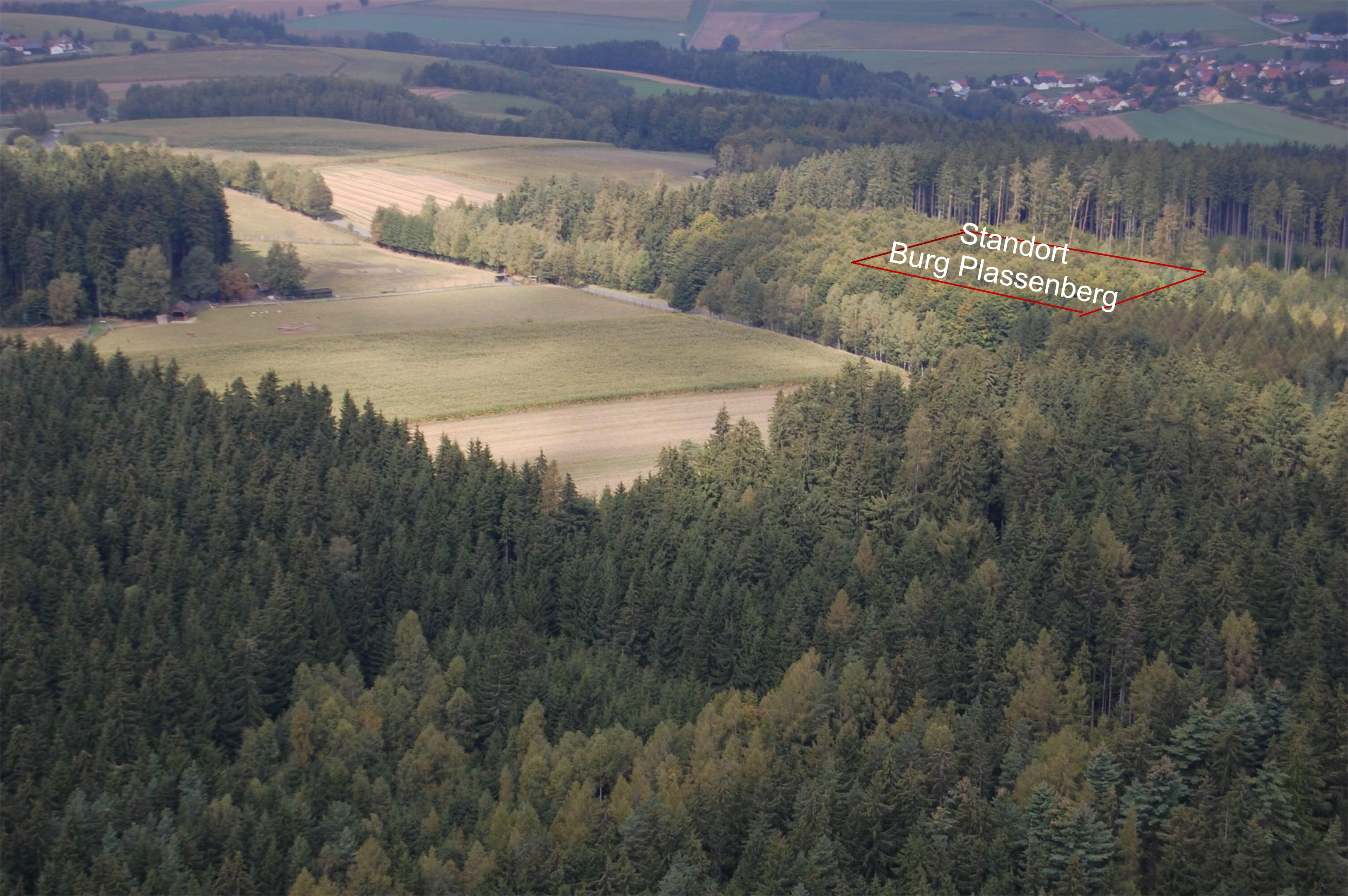
Lage der Burg Plassenberg bei Gleiritsch

Der Burgstall Gleiritsch ist eine abgegangene Burg in dem knapp 600 Meter hoch gelegenen Waldstück Weider in der Waldabteilung Plassenberg. Der Burgstall liegt im Gebiet der Gemeinde Gleiritsch im Oberpfälzer Landkreis Schwandorf in Bayern.

## Geographische Lage
Zwei Kilometer östlich von Gleiritsch an der heutigen Gemeindeverbindungsstraße von Gleiritsch nach Schömersdorf in der Waldabteilung Weider stand früher die Burg Plassenberg. Die Waldabteilung gehört den Bayerischen Staatsforsten. Von dieser Stelle aus hatte man Blickkontakt zu den Burgen Tännesberg, Leuchtenberg, Wildstein und Murach.

## Geschichte
Der Ort Gleiritsch ist eine slawische Gründung und mit dem Jahre 1031 belegt. Die Anfänge der Burg bei Gleiritsch liegen im Dunkeln. „Oudalric und Marquard von Gleurast“, sind ab 1194 auf Gleiritsch nachweisbar, gesicherte Hinweise auf eine Burg fehlen. Auf die Gleuraster folgt von 1282 bis 1397 das Adelsgeschlecht der Zeller.

### Erste Nennung der Burg (1397)
In einem Kaufvertrag, datiert vom 31. Januar 1397, ist erstmals eine Burg genannt. „Frau Elspet Zellaer“ verkaufte die halbe Veste und das halbe Dorf zu „Glaweretsch“ an ihren Onkel Hans den Hachenberger. Auf die Hachenberger als Burgherrn auf Gleiritsch folgten die Muracher, Zenger, Losnitzer und Warperger. Das Verzeichnis des oberpfälzischen Adels nennt 1489 ferner das Geschlecht der Schlammersdorfer als Burgherrn. Ihnen folgten die Gleissenthaler.

### Das Rittergeschlecht der Plassenberger
Spätestens in den Jahren 1550 bis 1651 saßen die Plassenberger als Hofmarksherrn auf Gleiritsch. Am 25. September 1559 belehnte Kurfürst Friedrich III. von der Pfalz „Christoff Jacob von Plassenberg zu Gleuratsch“ „mit dem burklein Plassenberg und näher bezeichneten dazugehörigen Gütern“. Weitere Plassenberger folgten. Hans Melchior von Plassenberg ist von 1607 bis zum Jahre 1651 als letzter Nachkomme dieses Adelsgeschlechts auf dem Rittergut Gleiritsch belegt. Unter den Auswirkungen politischer Ereignisse (Dreißigjähriger Krieg 1618–1648) und religiöser Umbrüche, eingeleitet durch die Reformation, stand das Gut Gleiritsch vor dem Ruin. Hans Melchior von Plassenberg „starb anno 1652 als der Letzte seines Namens, Geschlechts, Schilds und Heims ohne Leibes Erben“.

## Verfall der Burg
1651 übernahm mit Heinrich Siegmund Portner ein Enkel des 1652 verstorbenen Hans Melchior von Plassenberg die Gutsherrschaft Gleiritsch. Über den Fortbestand der Burg liegen keine Quellen vor. Ein Manuskript aus dem Jahre 1845 von Benedikt Zehentmeier, der zu dieser Zeit Schullehrer in Gleiritsch war, berichtet: Südwestlich „von dem Markte Tännesberg, ... liegt das legendäre Rittergut Gleiritsch. … In früher Zeit hatten die Herren von Plassenberg ihre Burg eine halbe Stunde östlich von dem Orte Gleiritsch und noch jetzt findet man unter großen Buchen die verwitterten Mauern eines einst umfangreichen und massiven Gebäudes“. 1906 heißt es: „Das letzte Schloß stand südlich von der Kirche. Das frühere Schloß aber (Burg Plassenberg) war auf der Höhe östlich vom Ort, in der Waldabteilung „Blaßenberg“. Man sieht kaum noch Spuren“. Ferner heißt es: „Als Burgstall ist weiter zu nennen Plassenberg bei Gleiritsch“. Nach dem Verfall der Burganlage wurde die Ruine als Steinbruch genutzt. Die ehemalige, 120 × 50 Meter große Burganlage ist vollständig abgetragen. Es sind nur noch geringfügige Fundamentreste zu finden.

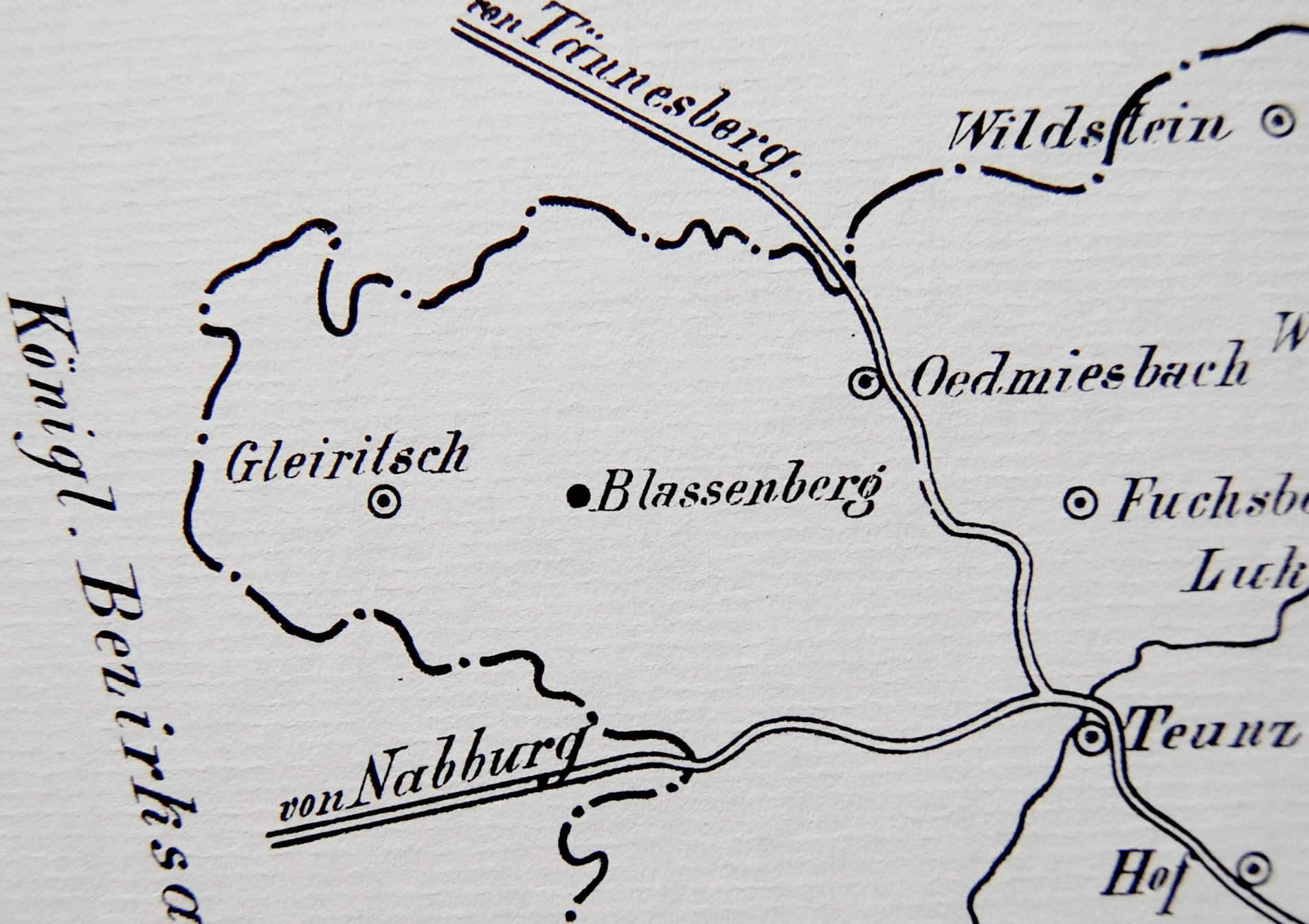
Karte mit Lage (1906)
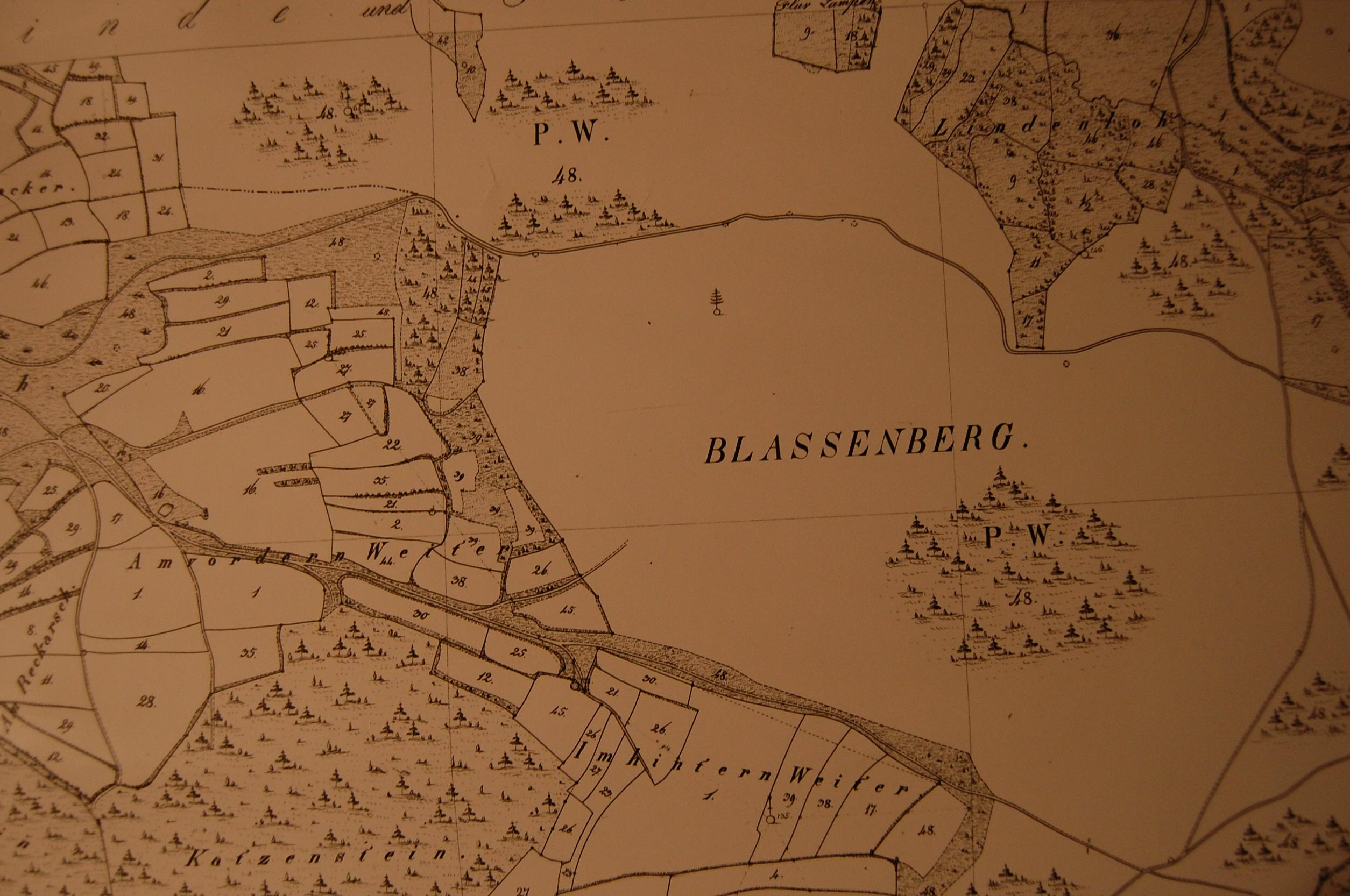
Landvermessung 1836